# 雲仙市立北串小学校
雲仙市立北串小学校（うんぜんしりつ きたぐししょうがっこう）は、長崎県雲仙市小浜町山畑（やまはた）にある公立小学校。略称は「北小」（きたしょう）。

## 概要
歴史
1874年（明治7年）に開校した「第五大学区第三中学区山畠小学校」を前身とする。2024年（令和6年）に創立150周年を迎えた。
教育目標
「かしこく、やさしく、たくましい北串っ子の育成」
校章
中央に校名の「北」の文字を置いている。
校歌
1964年（昭和39年）に制定。作詞は金子宝吉（在京卒業生）、作曲は南弘明（東洋音楽大学助教授）、監修は松永東（前衆議院議員、文部大臣）による。歌詞は3番まであり、3番に校名の「北串小学校」が登場する。
校区
雲仙市小浜町の「浜、野中、下木場、上木場、大亀、小野河内、上区、中区、下区、原区、茂尾、菜切、清水、上方、浜方、影平、上光手、下光手」地区。
中学校区は雲仙市立小浜中学校。

## 沿革
- 1874年（明治7年）7月8日 - 松藤伊都夫宅に「第五大学区第三中学区[1]山畠小学校[2]」が開校。
  - 北串山村内には同時期に飛子小学校（とびこ）と金浜小学校（かなはま）も開校[2]。
- 1876年（明治9年）- 村社・八幡神社の境内に校舎を新築して移転。
- 1877年（明治10年）6月4日 - 学区改正[3]により、「第五大学区第二中学区[4]山畠小学校」に改称。
- 1878年（明治11年）12月24日 - 郡制の施行に伴い学区が改正され、「南高来郡小浜部[5]小浜小学校」となる。
- 1880年（明治13年）- 教育令の公布により、初等科（修業年限3年）を設置し、「公立初等北串小学校」に改称。
- 1881年（明治14年）- 飛子小学校と金浜小学校を統合し、それぞれ飛子分校・金浜分校とする。
- 1886年（明治19年）9月 - 小学校令の公布により、尋常科（修業年限4年）を設置し、「尋常北串小学校」に改称。
  - 金浜分校が簡易科（修業年限3年）を設置の上、簡易金浜小学校として独立。
- 1889年（明治22年）
  - 4月1日 - 町村制の施行により、北串山村立の小学校となる。
  - この年 - 松永住次郎所有の酒蔵を借用し移転。
- 1891年（明治24年）- 北串山村が酒倉を買収し村有とする。
- 1893年（明治26年）1月24日 - 小学校令の改正により、「北串尋常小学校」に改称（「尋常」の位置が変わる）。
  - この年、村内に菜切尋常小学校が開校。簡易金浜小学校が統合され、菜切尋常小学校金浜分教場となる。飛子分校が移管され、菜切尋常小学校飛子分教場となる。
- 1896年（明治29年）- 菜切尋常小学校が廃止される。再び飛子分教場と金浜分教場が移管される。
- 1897年（明治30年）- 字・宮ノ脇丁1636番地に移転。
- 1901年（明治34年）- 飛子分教場と金浜分教場が分離し、それぞれ飛子尋常小学校・金浜尋常小学校として独立。
- 1908年（明治41年）4月 - 小学校令の改正により、義務教育期間が尋常科4年から尋常科6年に延長されたため、尋常科5・6年を新設。
- 1911年（明治44年）4月 - 敷地を拡張の上、高等科を併置し「北串尋常高等小学校」に改称（尋常科6年・高等科2年）。
- 1916年（大正5年）- 北串農業補習学校が併設される。
- 1934年（昭和9年）- 併設の北串農業補習学校が廃止される。
- 1935年（昭和10年）- 飛子尋常小学校と金浜尋常小学校を統合し、それぞれ飛子分教場・金浜分教場とする。
- 1939年（昭和14年）- 現在地に校舎を新築。
- 1941年（昭和16年）
  - 4月1日 - 国民学校令により、「北串山村国民学校」に改称。従来の尋常科を初等科に改称（初等科6年・高等科2年）。
  - 9月1日 - 新校舎が完成。飛子分教場を廃止。金浜分教場の3年生以上を本校に収容。北串山青年学校を併設。
- 1947年（昭和22年）4月1日 - 学制改革（六・三制の実施）
  - 旧・北串山村国民学校の初等科が改組され、「北串山村立北串小学校」（修業年限6年）となる。金浜分教場を金浜分校とする。
  - 旧・北串山村国民学校の高等科および青年学校普通科が改組され、北串山村立北串中学校（新制中学校、修業年限3年）が発足。
    - 当面の間、中学校は小学校校舎に併設されることとなる。
- 1949年（昭和24年）- 隣接地に中学校の独立校舎が完成。併設を解消。

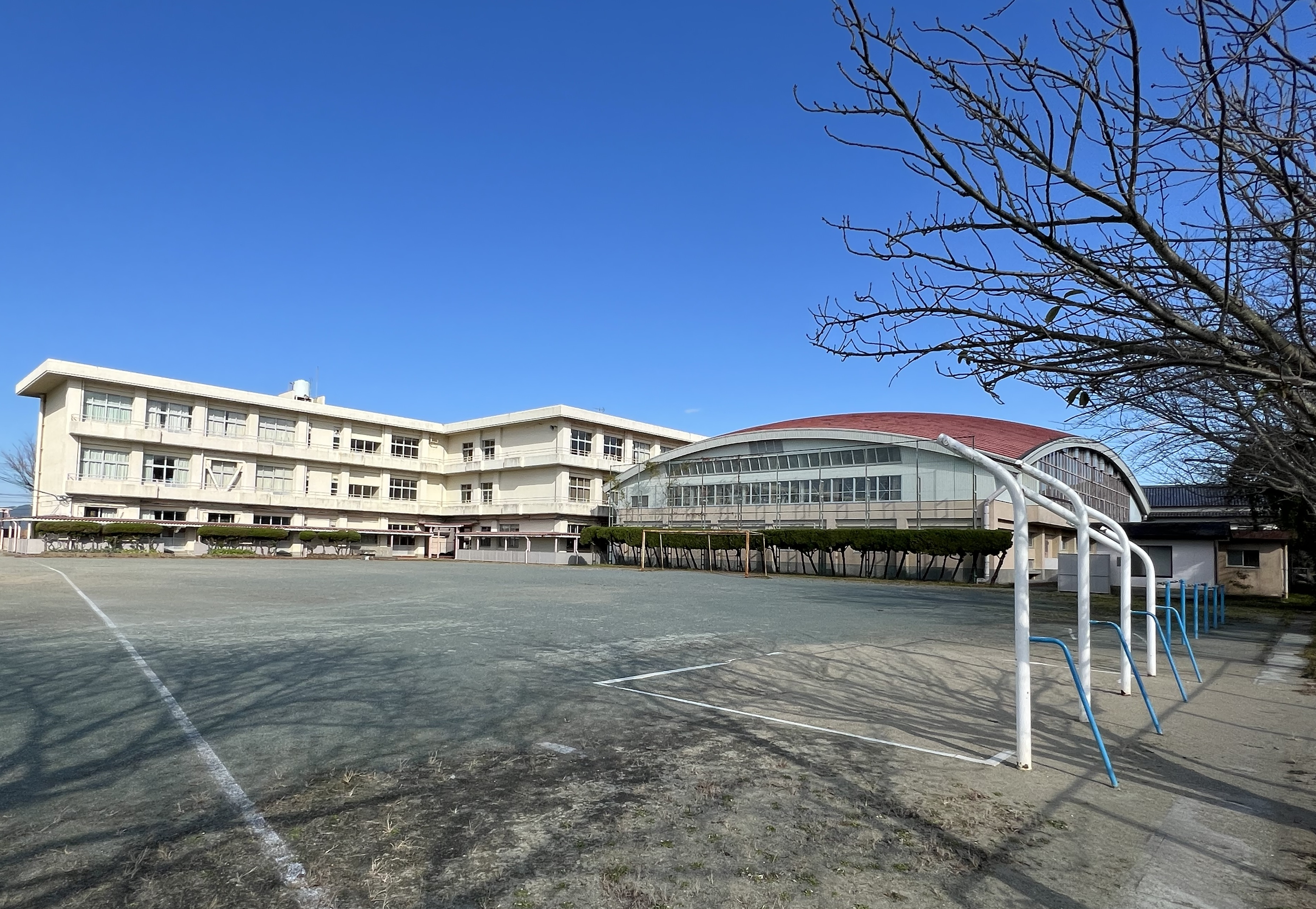
旧・北串中学校跡

- 1955年（昭和30年）2月1日 - 北串山村が小浜町に統合されたことにより、「小浜町立北串小学校」に改称。
- 1964年（昭和39年）- 北串山村出身の前文部大臣松永東よりピアノ・校歌・校旗が寄贈される。
- 1974年（昭和49年）
  - 3月31日 - 金浜分校を廃止。
  - この年 - 創立100周年記念式典を挙行。
- 2005年（平成17年）10月11日 - 雲仙市の発足により、「雲仙市立北串小学校」（現校名）に改称。
- 2014年（平成26年）4月1日 - 雲仙市立北串中学校の閉校により、中学校区が雲仙市立小浜中学校となる。

## 交通アクセス
最寄りのバス停
- 島鉄バス 「原」バス停

最寄りの県道
- 長崎県道30号小浜北有馬線

## 周辺
- 旧・雲仙市立北串中学校（閉校）
- JA島原雲仙おばま馬鈴薯選別施設
- 山畑簡易郵便局
- 北串保育園